# Perris
Perris je město ve Spojených státech amerických. Nachází se v okrese Riverside County ve státě Kalifornie. Ve městě žije  obyvatel a jeho rozloha činí . Leží 114 kilometrů jihovýchodně od Los Angeles a 130 kilometrů severně od San Diega. 
Město je známé mj. díky jezeru Lake Perris, Southern California Railway Museum, možnostem skydivingu a typické je také pro své slunečné a suché klima. V roce 2005 ve městě otevřel svou pobočku National Archives and Records Administration.